# 彩虹

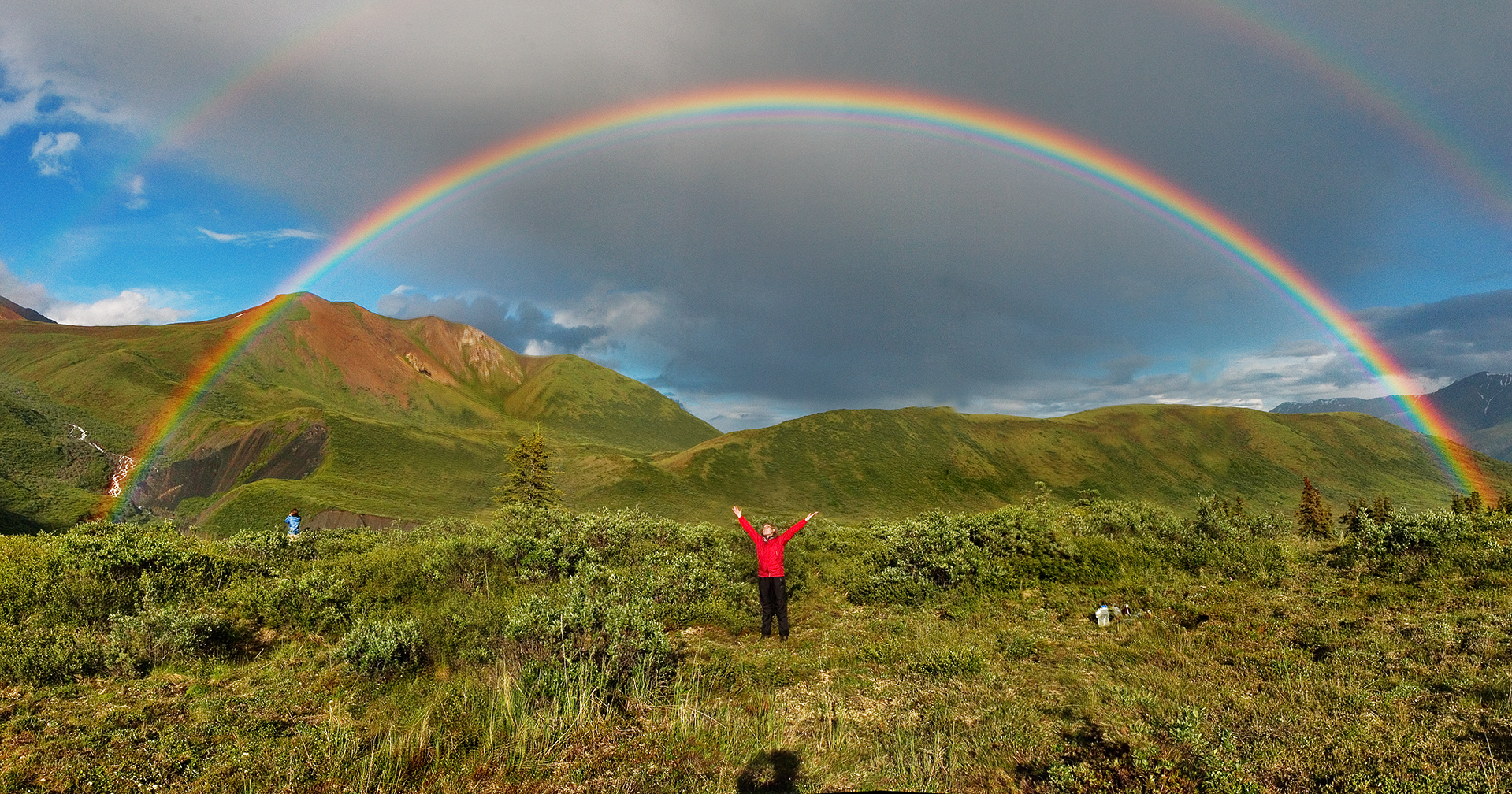
出現於阿拉斯加朗格－聖伊利亞斯國家公園暨保護區的雙虹，可見主虹內側還有複虹。拍攝者頭部的影子相當於彩虹的圓心，即反日點。

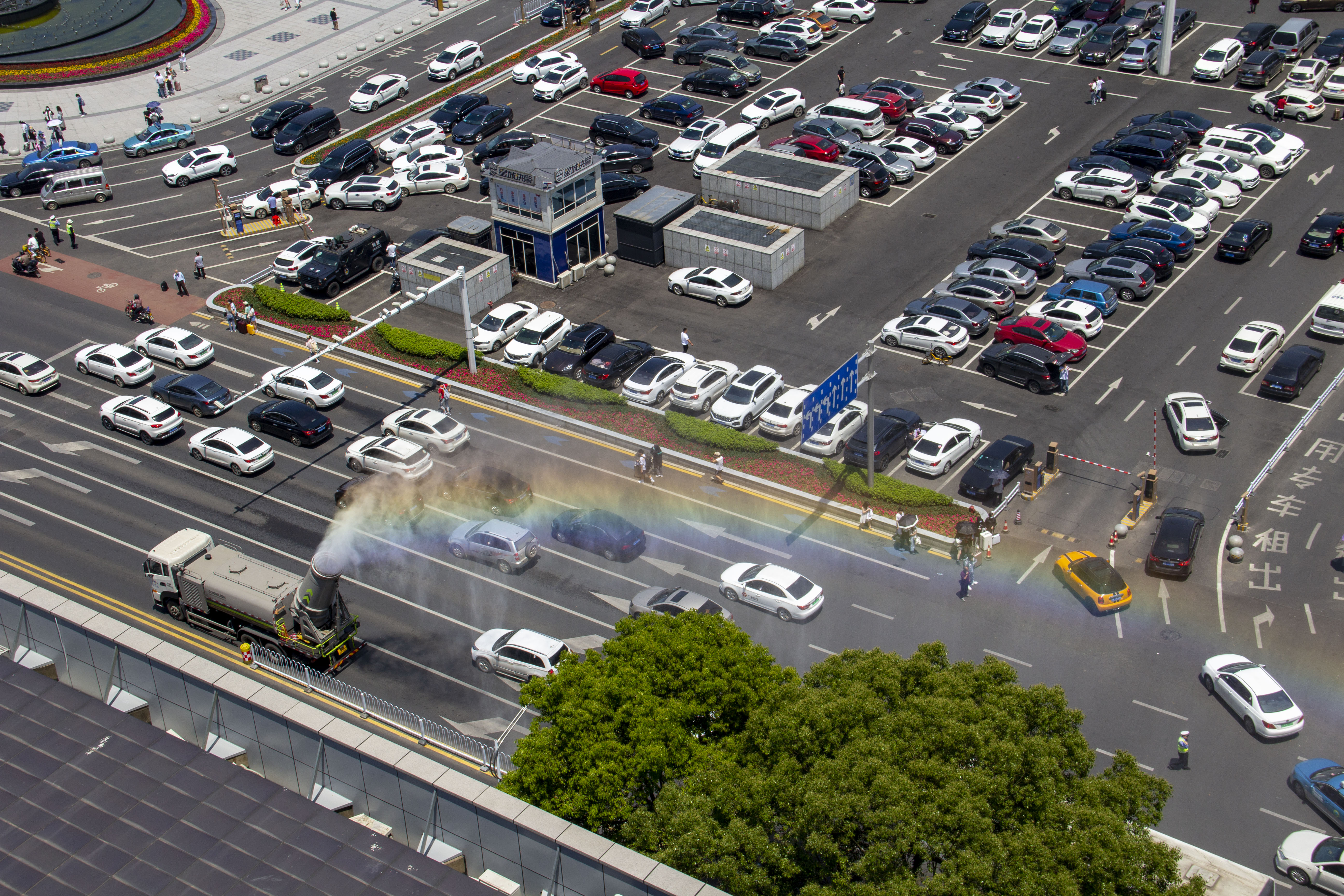
长沙站前洒水车喷水形成的彩虹。

彩虹，又稱天穹、天虹、天弓、絳等，簡稱虹，是氣象中的一種光學現象，當太陽光照射到半空中的水滴，光線被折射及反射，在天空上形成拱形的七彩光譜，由外圈至内圈呈紅、橙、黃、綠、蓝、靛蓝、堇紫七种颜色（霓虹則相反）。事實上彩虹有无数種顏色，比如，在紅色和橙色之間還有許多種細微差別的顏色，根據不同的文化背景被解讀爲3-9種不等，通常只用六七種顏色作為區別。國際LGBT聯盟的彩虹旗为六色：紅橙黃綠藍紫。紅橙黃綠藍靛紫的七色說，就是在六色基礎上將紫色分出偏藍色的靛。现代中國民间的七色划分往往是来自毛泽东诗词中的：赤橙黃綠青藍紫，青色这里指偏藍的綠色，即英文的cyan，和中国传统的青色含义不同。要是把橙色也分爲偏紅、偏黃的兩種就是九色。三色說有：紅綠藍，就是光學三原色，所有顏色的光都是這三種顏色混合出來的，和亚里士多德紅、綠、蓝三色說，就是兩頭加中間。
若空氣中有水滴，而陽光正在觀察者的背後以低角度照射，便可能產生可以觀察到的彩虹現象，彩虹最常在下午，雨後剛轉天晴時出現，這時空氣內塵埃少而充滿小水滴，天空的一邊因為仍有雨雲而較暗，而觀察者頭上或背後已沒有雲的遮擋而可見陽光，這樣彩虹便會較容易被看到。另一個經常可見到彩虹的地方是瀑布附近，在晴朗的天氣下背對陽光在空中灑水或噴灑水霧，亦可以製造人工彩虹。
月虹，又稱晚虹，是一種罕见的現象，在月光強烈的晚上可能出現，由於人類視覺在晚間低光線的情況下難以分辨顏色，故此晚虹看起來好像是全白色。

## 原理

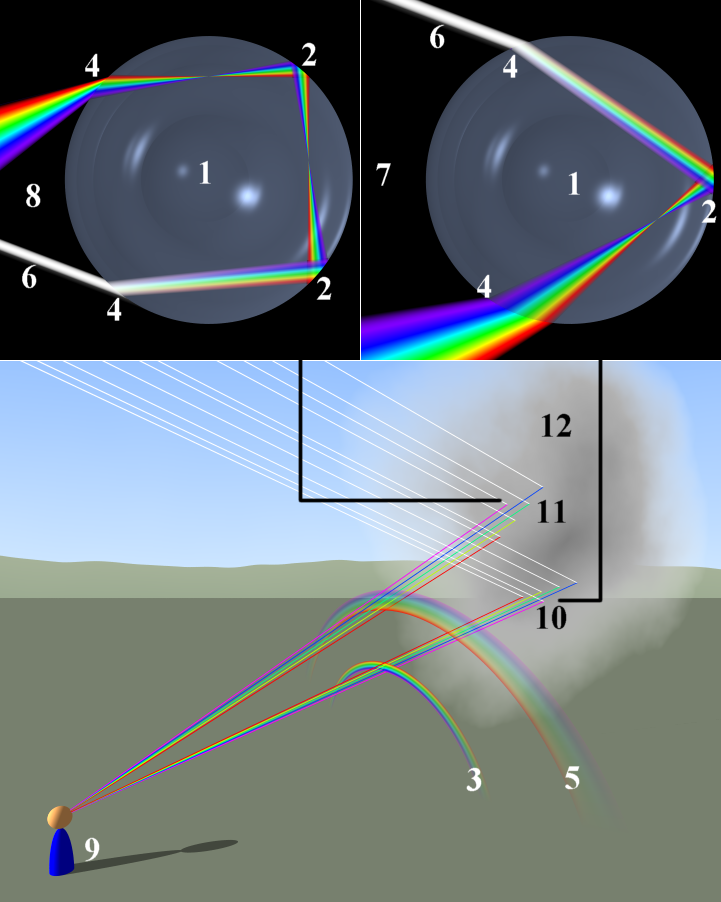
造成虹與霓的光學原理，左上為產生霓的光學過程，右上為虹的過程

彩虹是因為陽光射至空中接近球形的小水滴，造成色散及反射而成。陽光射入水滴時會同時以不同角度入射，在水滴內亦以不同的角度反射。當中以40至42度的反射最為強烈，造成我們所見到的彩虹。造成這種反射時，陽光進入水滴，先折射一次，然後在水滴的背面反射，最後離開水滴時再折射一次，總共經過一次反射兩次折射。因為水對光有色散的作用，不同波長的光的折射率有所不同，紅光的折射率比藍光小，而藍光的偏向角度比紅光大。由於光在水滴內被反射，所以觀察者看見的光譜是倒過來，紅光在最上方，其他顏色在下。因此，彩虹和霓虹的高度不一樣，顏色的層遞順序也正好反過來。彩虹為光線經過兩次折射、一次反射，霓虹則是光線經過兩次折射、兩次反射。

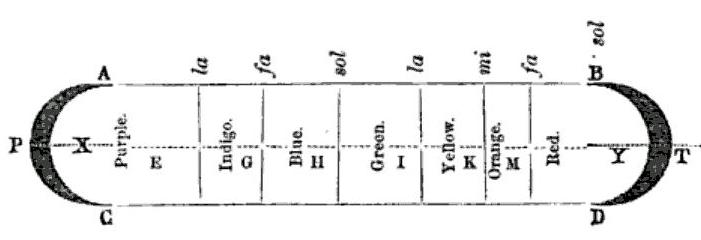
艾萨克·牛顿爵士對棱鏡顏色的觀察。將其與可見光譜的彩色圖像進行比較顯示，牛頓的「藍色」對應於青色，而牛頓的「靛藍色」對應於藍色。有關更多信息，請參閱靛蓝色。

彩虹形成角度可以用上图粗略计算得到。设入射光在高度上的分布是均匀的，忽略界面处的损失，则光强最强的角度出现在满足条件
{\displaystyle {\frac {d(2r-i)}{dh}}=0}
的入射角{\displaystyle i}处。由折射定律
{\displaystyle {\frac {\sin i}{\sin r}}=n}
可得取得极值时
{\displaystyle \sin i={\sqrt {\frac {4-n^{2}}{3}}}}.
取水的折射率{\displaystyle n=1.33}，可得极大值出现在
{\displaystyle i=59.6^{\circ }}
处，此时
折射角{\displaystyle r=40.4^{\circ }}
偏转角{\displaystyle \pi +2i-4r=137.5^{\circ }}
视线与入射光夹角{\displaystyle 4r-2i=42.5^{\circ }}，进一步计算可知，当{\displaystyle n}在1和2之间时，此角度随折射率的增大而减小，这可以解释为什么虹的外圈是红色而内圈是紫色。
“霓”是与“虹”相对应的一种自然现象。虹是下雨天以及在雨后天晴之际，阳光穿透还残余在空气中的水珠而发生折射，散射出七彩的光芒。彩虹形状多为弧形，出现在和太阳相对着的方向，从外（半径大的）弧至内弧的颜色依次为红、橙、黄、绿、青、蓝、紫。霓也叫“副虹”，形成与彩虹原理大致相同，只是光线在水珠中的反射多了一次，彩带排列的顺序和彩虹相反，红在内，紫在外。而彩虹和霓主要也是因為折射和反射的次數上之差別，導致色彩的排列剛好相反。
| 紅 | 橙 | 黃 | 綠 | 青 | 藍 | 紫 |
|    |    |    |    |    |    |    |

彩虹其實並非出現在半空中的特定位置。它是觀察者看見的一種光學現象，彩虹看起來的所在位置，會隨著觀察者的位置改变而转移。而一般看到彩虹也可能只是一半，並非全部（一座橋樣），主要也因為區域性的氣候上水氣濕度差別的影響當觀察者看到彩虹時，它的位置必定是在太陽的相反方向。彩虹的拱以內的中央，其實是被水滴反射，放大了的太陽影像。所以彩虹以內的天空比彩虹以外的要亮。彩虹拱形的正中心位置，剛好是觀察者頭部影子的方向，虹的本身則在觀察者頭部的影子與眼睛一線以上40°至42°的位置。因此當太陽在空中高於42度時，彩虹的位置將在地平線以下而不可見。這亦是為甚麼彩虹不會出現在中午的原因，主要和太陽光入射的角度有絕對的關係。
彩虹由一端至另一端，橫跨84°。以一般的35mm照相機，需要焦距為19mm以下的廣角鏡頭才可以用單格把整條彩虹拍下。倘若在夠高處，會看見彩虹會是完整的圓形而不是拱形。
早在中國唐朝，孔颖达就提出了“若云薄漏日，日照雨滴则虹生”，表明了虹是日光照射雨滴所产生的自然现象。其后，张志和还进行了人工造虹的试验，证实了虹的产生是阳光通过水滴的结果。他还指出，要看到虹必须“背日”。北宋時,精通天文曆算之學的進士孫彥先便提出“虹乃雨中日影也，日照雨則有之。”的說法，已解釋了彩虹乃是水滴對陽光的折射和反射。孫彥先的發現後來也被宋代沈括的夢溪筆談所引用及證實，且沈括也細微地觀察到虹和太陽的位置與方向是相對的現象。孫彥先和沈括等人對虹的這些發現比西方早了幾百年。1304年至1310年间，欧洲多明我会修士迪特里希·冯·弗赖贝格（Dietrich von Freiberg）通过把注满水的圆形玻璃瓶置于太阳光下，研究虹的形成机理。他使用注满水的玻璃瓶，不是将它看成缩微的云，而是看成放大的水滴。笛卡尔在1637年發現水滴的大小不會影響光線的折射。他以玻璃球注入水來進行實驗，得出水對光的折射指數，用數學證明彩虹的主虹是水點內的反射造成，而副虹則是兩次反射造成。他準確計算出彩虹的角度，但未能解釋彩虹的七彩顏色。
後來牛頓以三稜鏡展示把太陽光散射成彩色之後，關於彩虹的形成的光學原理才全部被發現。
| 牛頓起初顏色 | 紅 |    | 黃 | 綠 | 藍 |    | 紫 |
| 牛頓其後顏色 | 紅 | 橙 | 黃 | 綠 | 藍 | 靛 | 紫 |
| 現代演繹     | 紅 | 橙 | 黃 | 綠 | 青 | 藍 | 紫 |

- 常用彩虹颜色

| #FFC0C0 | #FF8080 | #FF4040 | #FF0000 | #C00000 | #800000 | #400000 |
| #FFE0C0 | #FFC080 | #FFA040 | #FF8000 | #C06000 | #804000 | #402000 |
| #FFFFC0 | #FFFF80 | #FFFF40 | #FFFF00 | #C0C000 | #808000 | #404000 |
| #C0FFC0 | #80FF80 | #40FF40 | #00FF00 | #00C000 | #008000 | #004000 |
| #C0FFFF | #80FFFF | #40FFFF | #00FFFF | #00C0C0 | #008080 | #004040 |
| #C0C0FF | #8080FF | #4040FF | #0000FF | #0000C0 | #000080 | #000040 |
| #FFC0FF | #FF80FF | #FF40FF | #FF00FF | #C000C0 | #800080 | #400040 |
| #E0E0E0 | #C0C0C0 | #A0A0A0 | #808080 | #606060 | #404040 | #202020 |

- 常用彩虹网页颜色

| #FFCCCC | #FF9999 | #FF6666 | #FF3333 | #FF0000 | #CC0000 | #990000 | #660000 | #330000 |
| #FFE5CC | #FFCC99 | #FFB266 | #FF9933 | #FF8000 | #CC6600 | #994C00 | #663300 | #331900 |
| #FFFFCC | #FFFF99 | #FFFF66 | #FFFF33 | #FFFF00 | #CCCC00 | #999900 | #666600 | #333300 |
| #CCFFCC | #99FF99 | #66FF66 | #33FF33 | #00FF00 | #00CC00 | #009900 | #006600 | #003300 |
| #CCFFFF | #99FFFF | #66FFFF | #33FFFF | #00FFFF | #00CCCC | #009999 | #006666 | #003333 |
| #CCCCFF | #9999FF | #6666FF | #3333FF | #0000FF | #0000CC | #000099 | #000066 | #000033 |
| #FFCCFF | #FF99FF | #FF66FF | #FF33FF | #FF00FF | #CC00CC | #990099 | #660066 | #330033 |
| #E5E5E5 | #CCCCCC | #B2B2B2 | #999999 | #808080 | #666666 | #4C4C4C | #333333 | #191919 |

## 變化

### 多重彩虹

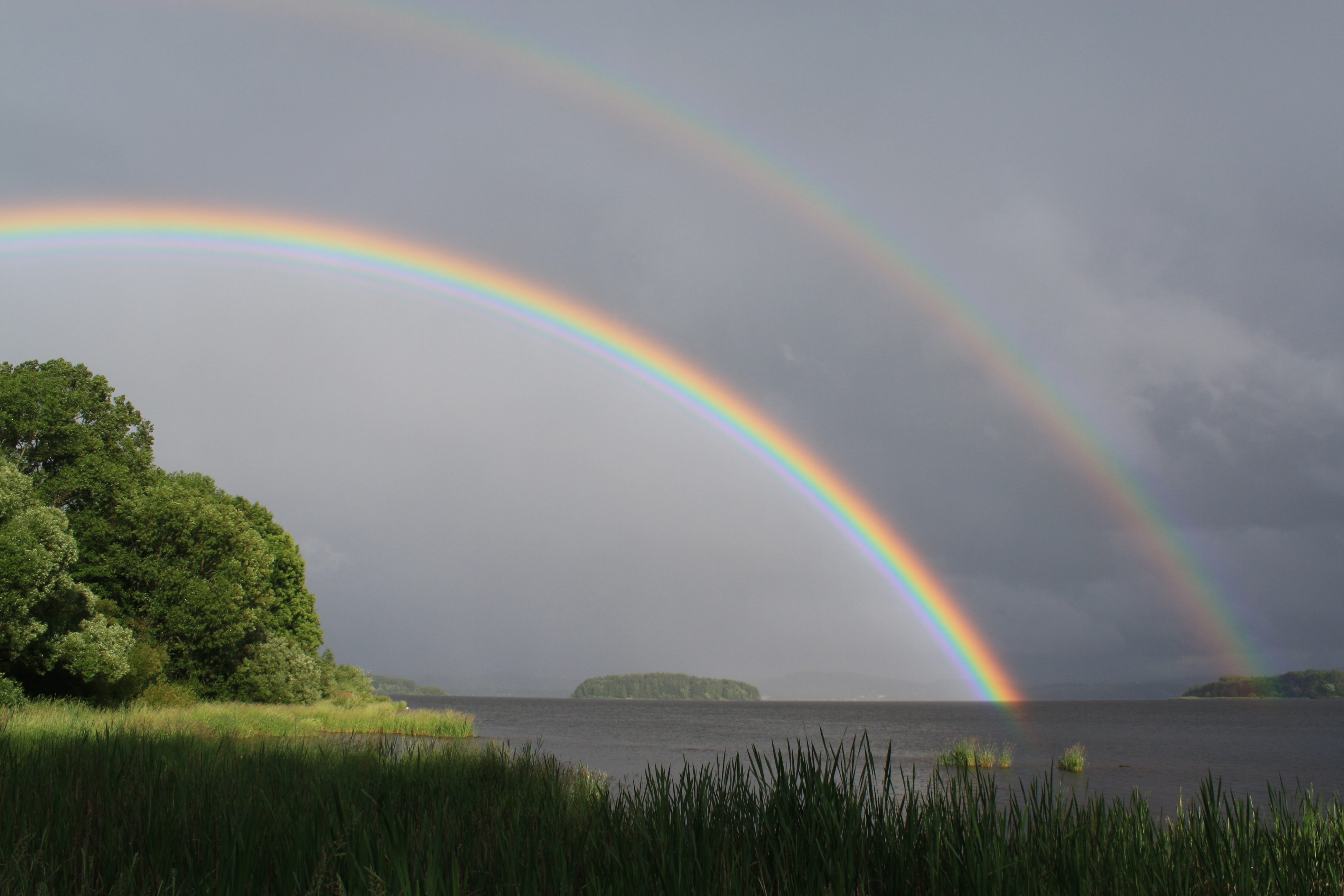
虹與霓的特徵是外弧（霓）的顏色排列與內弧（虹）相反，在兩道弧之間是黑暗的亞歷山大帶。

大多數人因為沒有積極的去观察而不會注意到霓，霓是經常出現在主虹外側昏暗的第二道彩虹。霓是陽光經由雨滴內兩次反射和兩次折射產生的，出線的角度在50–53°。兩次反射的結果，使得霓的色彩排列和虹的弧相反，藍色在外而紅色在內。霓比虹暗弱，因為兩次反射不僅使得更多的光線逃逸掉，散布的區域也更為寬廣。在虹與霓之間未被照亮的天空，因為是亞歷山大最先描述的，所以被命名為亞歷山大帶。
更暗的第三道虹，甚至第四道虹，都曾經被拍攝過。這些是陽光在雨滴內經過三次或四次反射造成的。這些虹都出現在與太陽同一側的天空，第三道和太陽相距約40°，第四道則約為45°。因為陽光的關係，用肉眼很難看見。
Felix Billet (1808–1882) 敘述過更高階的虹，他描繪出第19道虹的位置，並稱此種模式為“彩虹玫瑰”。在實驗室內，使用更明亮的光線和準直良好的雷射，可以觀察到更高階的虹。據報1998年使用類似的方法，以氬離子雷射光束達到200階的虹。

### 反射虹和被反射虹

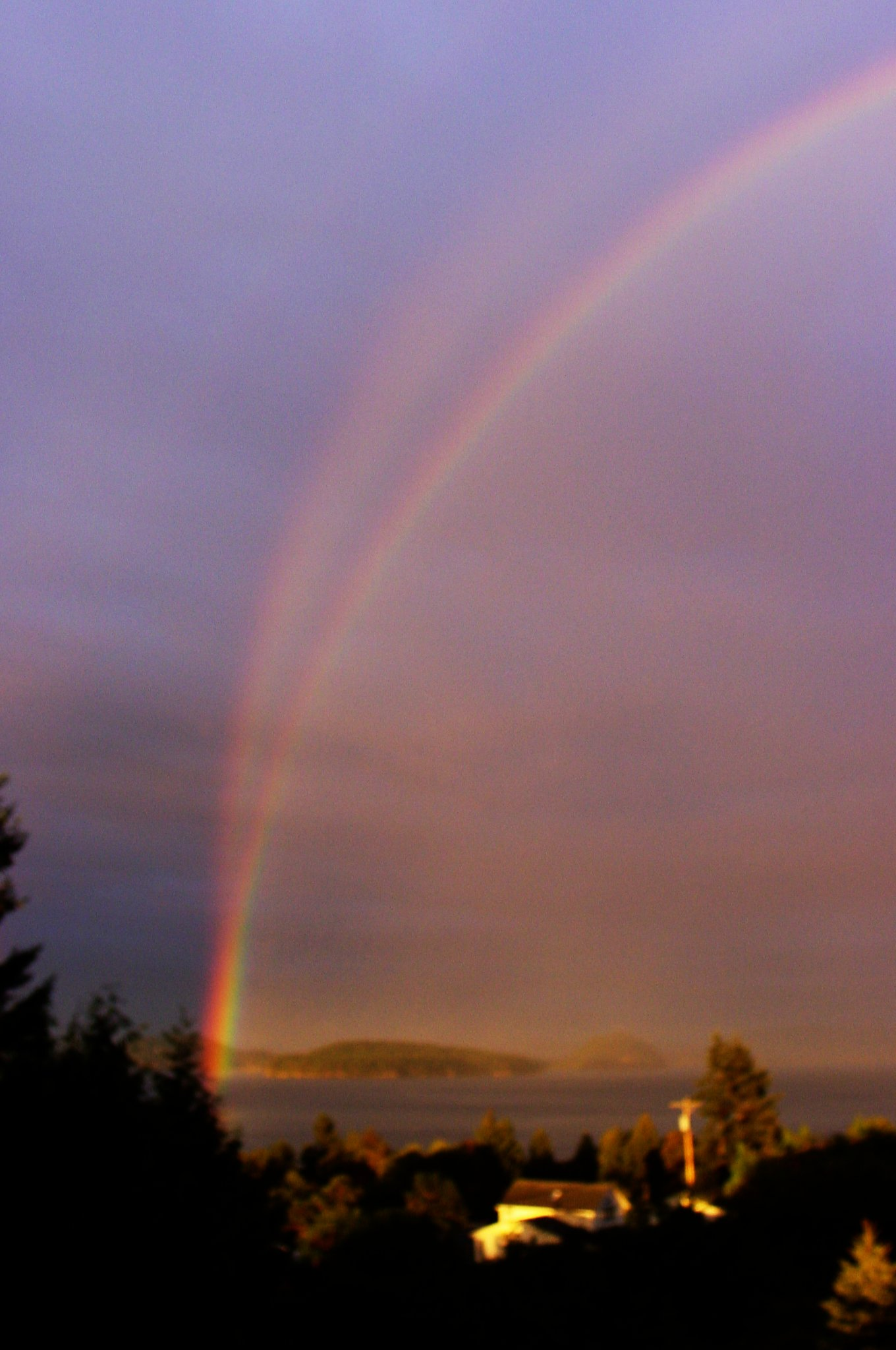
日落時分的正常虹和反射虹。

當彩虹出現在水面的物體上時，來自不同光路互補的兩個鏡弧可能分別出現在水面上和水面下。它們的名稱略有不同，若水面平靜，被反射虹將呈現鏡像出現在水面的地平線下方。陽光在抵達觀測者之前首先受到雨滴的偏折，然後經過水面的反射。被反射虹，至少是一部分，經常可見，甚至在小水坑都可見。
當陽光在抵達雨滴前先被水面反射（參見圖 （页面存档备份，存于）），它可能生成反射虹（見右圖），如果水面夠大，整個表面也是平靜的，並靠近雨幕，反射虹便可能出現在地平線之上。它與正常的彩虹交會在地平線處，並且它的弧會在天空的較高處，因為它的中心在地平線之上，而正常彩虹的中心在地平線之下。由於需要上述條件的配合，反射虹是很罕見的。
如果反射的弧再被反射，並且霓反射弧和他的反射弧同時都出現，同時出現6条（或是8条）彩帶也是可能的。

### 全圓彩虹
全圓彩虹導因於雨滴對陽光的「內反射」所造成的，因為雨滴和空氣的折射率不同導致。

## 宗教及神话中的彩虹

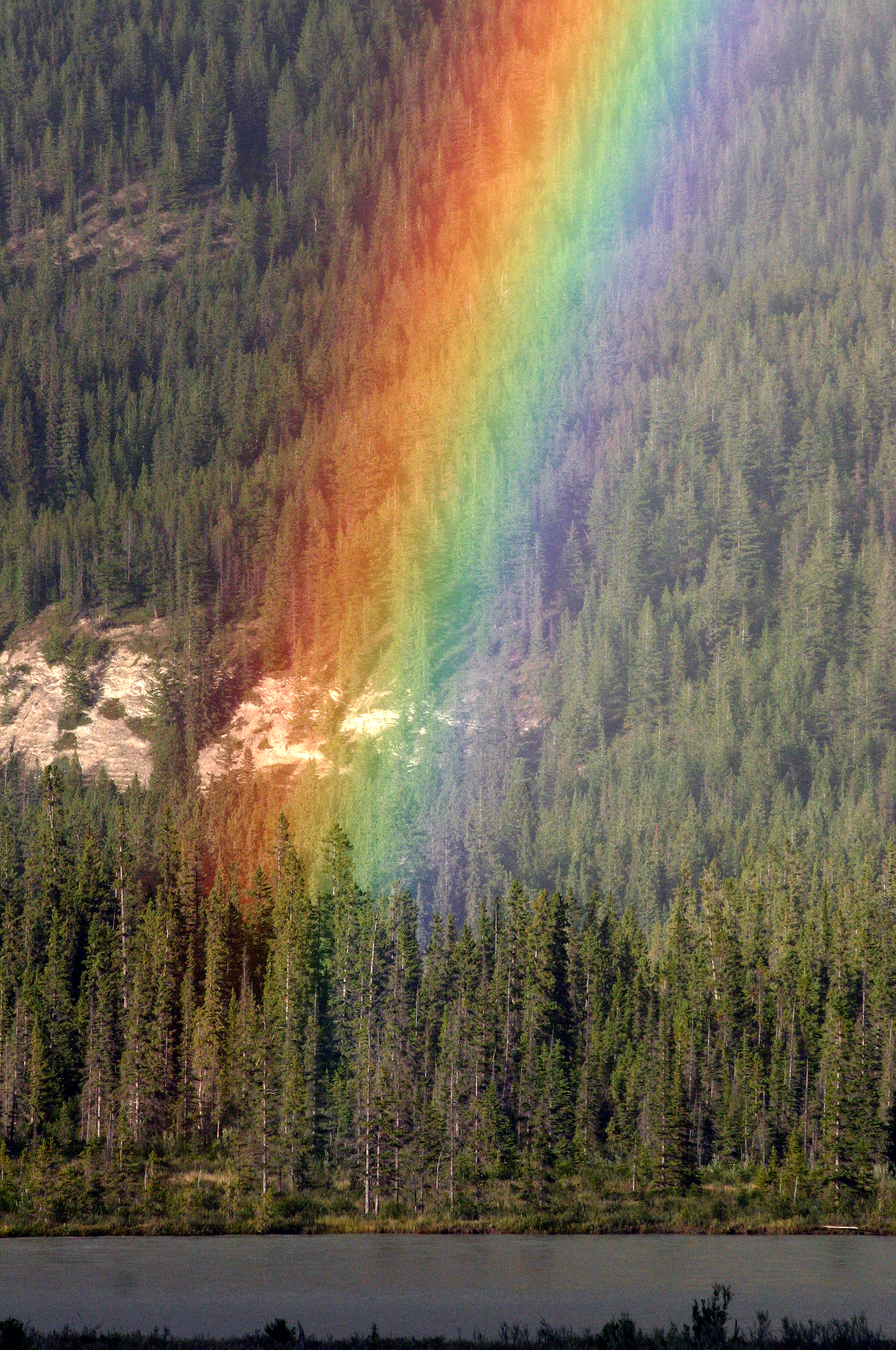
彩虹“升起”的地方，位于那里的观察者将看不到彩虹。

因為彩虹的美和它是個難以理解的現象，古人便以神話來解释地球上有彩虹这一现象，所以彩虹在神話中佔有一席位。後來由伽利略研究對於光的特性之後，才能解釋彩虹這個現象。
- 在犹太教和基督教经典圣经创世记中耶和华让挪亚建造挪亚方舟避開洪水，之後耶和華上帝以彩虹跟諾亞及其子孫立約，不再降大洪水來毀滅世界。
- 在中國神話中：
  1. 女媧煉五色石補天，彩虹即五色石發出的彩光。
  2. 虹 (龍)（英语：Hong (rainbow-dragon)），龍的一種。
- 在希臘神話中，伊里斯（Iris）是溝通天上與人間的使者。
- 在愛爾蘭民間傳說中，矮精靈拉布列康（leprechaun）將寶藏收於彩虹的盡頭。
- 在印度神話中，彩虹是雷電神「因陀羅」（又譯作「帝釋天」）的弓，名為Indradhanush．
- 在北歐神話中，彩虹橋（Bifröst）連接眾神的領域「亞斯格特」（Asgård）和人類居所“中土世界”（Midgård）．也就是神和人類的交通要塞，透過彩虹橋可以往來。
- 在台灣太魯閣族、賽德克族、泰雅族中，彩虹的盡頭是祖靈的所在地。

## 世界紀錄
2017年11月30日，彩虹高掛台灣陽明山長達9小時，打破英格蘭約克郡韋瑟比在1994年3月14日創下的6小時紀錄。

## 延伸阅读
[在维基数据编辑]
 《欽定古今圖書集成·曆象彙編·乾象典·虹霓部》，出自陈梦雷《古今圖書集成》